# Alingar
Der Alingar (alternative Schreibweise: Alīngār) ist ein linker Nebenfluss des Kabul im Osten von Afghanistan.
Der Alingar entspringt im südwestlichen Hindukusch im Westen der Provinz Nuristan. Er durchfließt das Gebirge in überwiegend südlicher Richtung und durchströmt die Distrikte Mandol und Nuristan der Provinz Nuristan. Anschließend durchfließt der Alingar den nach ihm benannten Alingar der Provinz Laghman. Unweit der Provinzhauptstadt Mihtarlam mündet der Alishing rechtsseitig in den Fluss. Der Alingar mündet schließlich 17 km nordwestlich der Stadt Dschalalabad oberhalb der Daronta-Talsperre in den Kabul.
Der Alingar hat eine Länge von etwa 180 km. Der mittlere Abfluss des Alingar beträgt 50 m³/s. Sein Einzugsgebiet umfasst etwa 6160 km². Am Oberlauf des Alingar befindet sich ein kleinerer Stausee. Der Fluss spielt eine wichtige Rolle für die Bewässerung der von ihm durchflossenen Region.

## Hydrometrie
Mittlerer monatlicher Abfluss des Alingar (in m³/s) am Pegel Pule Qarghai
gemessen von 1960–1979